# Кадборозавр

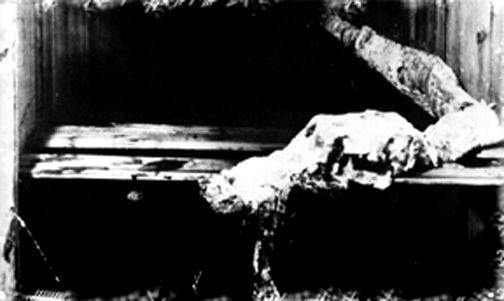
Предполагаемые останки кадборозавра, впоследствии идентифицированные как туша акулы (фотография 1937 года)

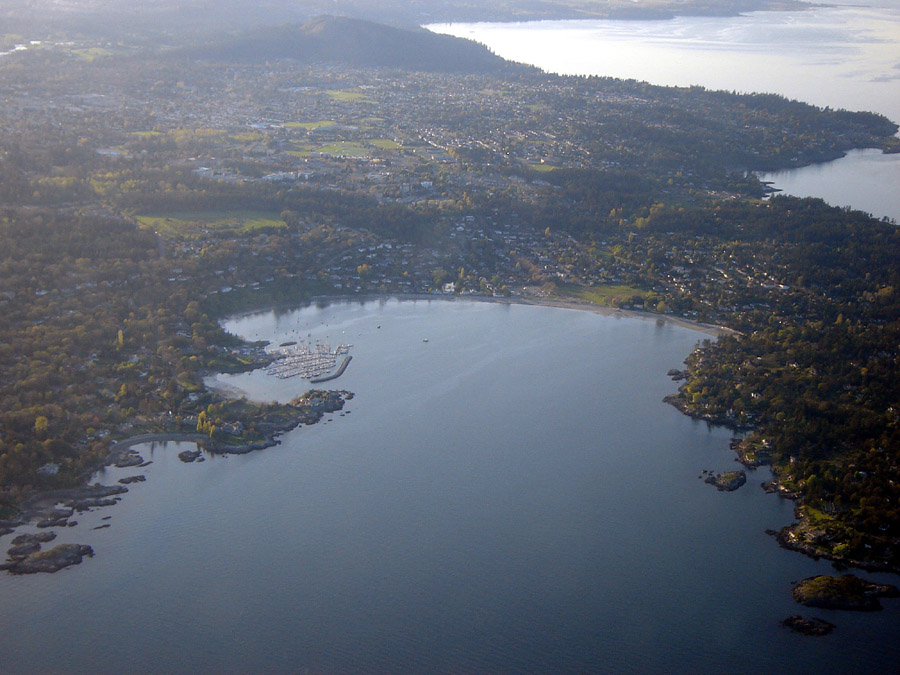
Залив Кадборо

Кадборозавр (лат. Cadborosaurus willsi) — гипотетическая морская рептилия, якобы обитающая у побережья Северной Америки. Обычно (но не всегда) существо описывается как похожее на других криптозоологических «озёрных чудовищ» — Лох-несское чудовище и Огопого. Родовое название «сadborosaurus» происходит от др.-греч. σαῦρος «ящерица» и от «Cadboro» — названия залива в Британской Колумбии, где, если верить «очевидцам», и обитают эти существа. «Народное» название чудовища — «Кэдди».
Первые сообщения о кадборозаврах стали поступать приблизительно 200 лет назад, на рубеже XVIII и XIX веков, и с тех пор зафиксировано около 300 якобы имевших место его наблюдений, причём некоторые, как сообщается, происходили не только на побережье Британской Колумбии, но и около острова Ванкувер и в районе бухты Сан-Франциско в Калифорнии. Наиболее известные и широко освещавшиеся в газетах тех времён предполагаемые наблюдения имели место в 1932—1937 годах; также известна видеосъёмка, выполненная Келли Нэшем в 2009 году и не получившая признания учёных, хотя и привлёкшая их внимание и впоследствии транслировавшаяся по телеканалу Discovery.
Предполагаемые очевидцы чаще всего описывают кадборозавра как огромного змея с удлинённым узким телом, длиной от 5 до 30 метров, с головой, похожей на лошадиную или верблюжью, на длинной шее. У него якобы имеются два небольших передних плавника, хвостовой плавник, а также два больших задних. Животное якобы перемещается посредством изгибов собственного тела и может развивать скорость до 40 км/час.
Кадборозавр является одним из наиболее часто «попадающих в руки учёных» криптидов — в том смысле, что фотографии полуразложившихся туш первоначально неопознанных морских животных или сами эти туши в первой половине XX века часто пытались связать с данными существами. Во всех освещавшихся в прессе случаях учёные в итоге доказывали, что останки принадлежат акуле, усатому киту, морскому льву или какому-либо иному известному существу.